# Paulo Antonio de Oliveira
Paulo Antonio de Oliveira (16 de julio de 1982) es un futbolista brasileño que se desempeña como delantero.
Jugó para clubes como el Atlético Mineiro, Al-Ahli, Dorados de Sinaloa, Kyoto Sanga FC, Sport Recife, Ventforet Kofu, Gamba Osaka y Oita Trinita.

## Trayectoria

### Clubes
| Club               | País           | Año         |
| ------------------ | -------------- | ----------- |
| Atlético Mineiro   | Brasil         | 2001 - 2004 |
| Al-Ahli            | Arabia Saudita | 2004        |
| Dorados de Sinaloa | México         | 2004        |
| Kyoto Sanga FC     | Japón          | 2005 - 2009 |
| Sport Recife       | Brasil         | 2009        |
| Ventforet Kofu     | Japón          | 2010 - 2011 |
| Gamba Osaka        | Japón          | 2012 - 2013 |
| Oita Trinita       | Japón          | 2015        |